# Val di Sole
Le val di Sole (Sulzberg ou Sulztal en allemand ; Val de Sól en ladin solandro) est une vallée dans le Trentin en Italie. Il se trouve sur le territoire du parc naturel Adamello Brenta.

## Toponymie

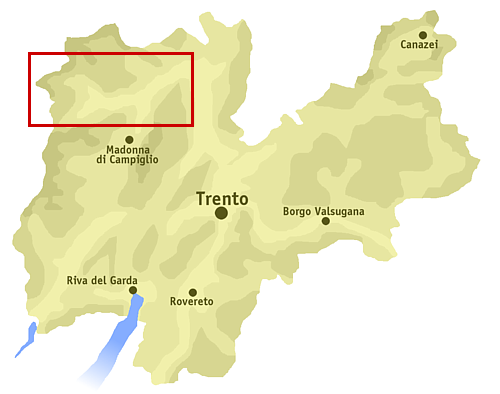
Localisation du val di Sole.

Le nom n'a aucun rapport avec le soleil ou d'anciens cultes solaires. L'étymologie du nom de Sole vient probablement de la déesse celtique de l'eau Sulis que les Romains ont appelé Minerve. Ceci est corroboré par l'existence de sources thermales encore de nos jours dans la vallée à Peio et Rabbi.

## Communes
| Commune                 | Hameaux | Superficie (km2) |
| ----------------------- | --- | ---------------- |
| Cavizzana (Chjavizana)  | - | 3                |
| Caldes (Chjaudes)       | Bozzana (Bociànå), Bordiana (Bordiànå), Samoclevo (Samocléf), San Giacomo (San Giacom), Cassana (Chjasana), Tozzaga (Tozzaghja)                   | 20               |
| Terzolas (Tergiolas)    | - | 5                |
| Malé                    | Bolentina (Bolentìnå), Montés, Magràs, Arnàgo (Dernàch)                                                                                           | 26               |
| Rabbi (Rabj)            | Bagni di Rabbi (Le Àque da Rabi), Piazzola (Plazölå), Pracorno (Pracòrn), S. Bernardo (San Bernàrt)                                               | 132              |
| Croviana                | - | 5                |
| Monclassico (Moclàsech) | Pressón | 8                |
| Dimaro (Dimàr)          | Carciato (Carcià), Folgàrida (Folgàridå) | 28               |
| Commezzadura            | Almazzago (Delmazàch), Daolàsa, Costa Rotiàn, Deggiano (Degjàn), Mastellina (Mastalìna), Mestriago (Mestriàch), Piano (Plàn)                      | 22               |
| Mezzana (Mezànå)        | Marilléva, Menàs, Ortisé | 27               |
| Pellizzano (Pliciàn)    | Castello (Castél), Termenago (Tremenàch), Fazzón                                                                                                  | 39               |
| Ossana (Osànå)          | Cusiano (Cusiàn), Fucine (Le Fosine) | 25               |
| Peio (Péi)              | Celentino (Cialantin), Strombiano (Strombiàn), Celledizzo (Cialadic), Cogolo (Cógol), Comasine (Comàsen), Peio Paese (Pièi), Peio Fonti (Le Aque) | 160              |
| Vermiglio (Verméi)      | Pizzàno, Fraviàno, Cortina, Stavél, Velon, Passo del Tonale                                                                                       | 103              |